# Црква Светог великомученика Прокопија у Љиљанцу
Црква Светог великомученика Прокопија у Љиљанцу, насељеном месту на територији Општине Бујановац, православни је храм који припада Епархији врањској Српске православне цркве.
Црква посвећена Светом великомученику Прокопију обновљена је 1899. године. Према легенди, на месту данашње цркве некада се налазио манастир, опљачкан од Турака. Мештани села обновили су цркву у периоду од 1889. до 1905. године. Јован Хаџи Васиљевић наводи да је црква била обновљена 1889. године (Јужна Стара Србија, књига 2, стр. 372). Према натпису са западне фасаде, садашња црква је подигнута 1905. а обновљена 1928. године.
Црква је једнобродна грађевина, са олтарским простором и полукружном апсидом на источној страни. Улази у цркву налазе се на западној и југозападној страни. Црква је споља омалтерисана. На западној фасади, над иконом патрона изнад главног улаза у цркву, налази се квадратно поље са натписом: Зидана 1905 поп 1928 мај Дина и Анђел.
Над западним улазом у цркву насликана је фрескоикона патрона храма, на којој је Свети великомученик Прокопије приказан као свети ратник, са копљем у десној руци и ореолом око главе. У доњем левом углу исписана је 1905. година. Изнад представе светитеља је крст, а десно и лево, у горњем пољу представе налази се по један шестолатични цвет. Уз јужни зид цркве стоји камена трпеза за свештање масла.
Иконе на иконостасу рад су зографа Крсте Аврамова Дичића, из 1905. године. Зограф се потписао на престоној икони Христа. Престона икона Богородице приложена је 1910. године. На основу стила долазимо до закључка да је и зидно сликарство Дичићев рад. Икону Светог архангела Михаила израдио је мајстор по имену Петар. На иконостасу се налази 48 икона, које су сликане на дрвету, техником темпере. На полеђини икона исписане су посвете, крупним словима у црној боји, али су тешко читљиве јер су премазане белом бојом за време бугарске окупације.
Звоник је одвојен од цркве, а на звону постоји натпис: Храм Светог Прокопија манастириште у Бујановцу, салио Лебиш и Блазина у Загребу, године 1910. бр. 256.
Реновирање цркве завршено је 1998. године, а 2010. године подигнут је конак са народном трпезаријом. Партерно уређење порте са оградним зидом урађено је 2016. године.